# Palestro
Palestro är en ort och kommun i provinsen Pavia i regionen Lombardiet i Italien. Kommunen hade 1 897 invånare (2018).